# Хаягріва
Хайяґрі́ва[джерело?] (санскр. हयग्रीव IAST hayagrīva IAST) — у індуізмі, Вішну з головою коня на людському тілі, що вважається богом вченості; у буддизмі, «гнівне божество-захисник Вчення» (дхармапала).
Цей прояв відрізняється від подібного йому зображення Калкі тим, що останній має тільки дві руки. Хайягріва має чотири і більш руки.[джерело?]

## У різних вченнях
Хаяґріва (санскр. हयग्रीव, дос. «кінська шия»[джерело?]; також Хайяґр́ів, Хайяґріва, Хайаґріва) — персонаж індуїстської міфології (в сучасному індуїзмі звичайно як втілення Вішну) і буддійській образній системі (як «гнівне божество-захисник Вчення», дхармапала), також виявляється в стародавньому джайнізмі. В архаїчних статуях індуїзму представлений з людським тілом і головою коня, в буддизмі невелика голова коня (або три голови) зображуються над людським обличчям (обличчями).
Витоки образу пов'язуються з давньоарійським культом коня (пор. культ коня в жертвопринесенні ашвамедга). Надалі він, мабуть, був переосмислений при кодифікації Вед і розвитку вайшнавізму і буддизму.

### Опис у Пуранах
У ведичній літературі бог Яджна втілюється як Хаяґріва. У пуранічній літературі Хаяґріва — втілення Вішну. Оскільки Тайттірія-араньяка описує Яджну як протоформу Вішну, відомості цих традицій не суперечать одна одній.
Аґні, Індра, Ваю і Яджна здійснювали одного разу яґйу з метою знайти хавірбгаґу, яку вони присвятили б усім богам. Але в порушення угоди Яджна покинув збори, забравши всю яджнабгаґу з собою, а богів, які пішли вслід за ним, прогнав за допомогою лука, дарованого йому Деві. Боги домоглися того, що тятиву лука Яджни перегризли терміти. Лук, розпрямившись, відсік Яджні голову, і тоді Яґйа розкаявся у скоєному злочині. Тоді боги запросили ашвінідевів, щоб ті приробили Яґйі кінську голову.